# Granträskån
De Granträskån is een rivier in Zweden, die door de gemeente Arvidsjaur stroomt. De water ervan komt uit het Granträsket, een meer met veel moeras en stroomt verder naar de Åbyrivier. De Granträskån is ongeveer vijf kilometer lang.